# Gewone kameleonspin

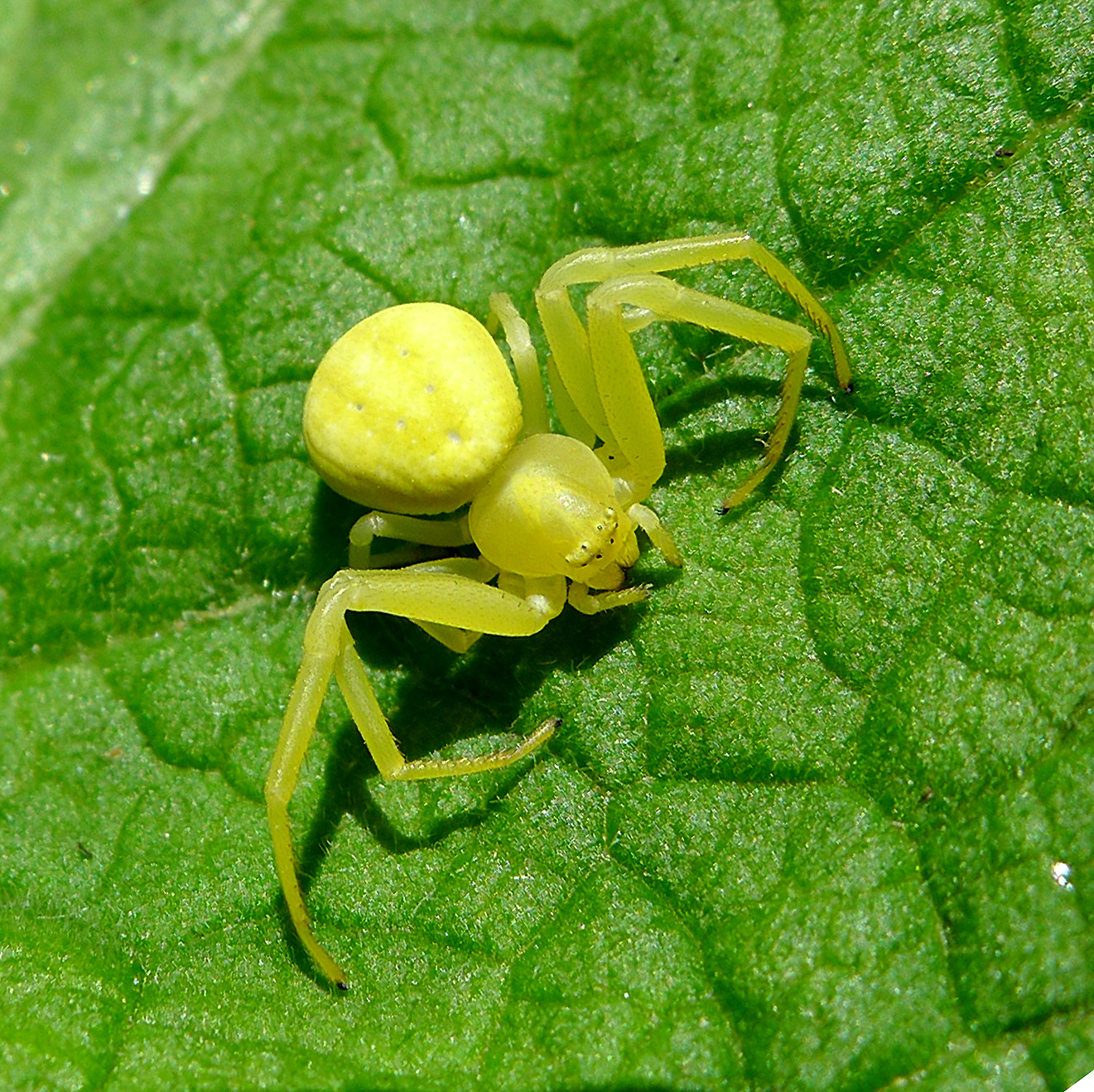
Een vrouwtje op een blad

De gewone kameleonspin (Misumena vatia) is een spin uit de familie van de krabspinnen (Thomisidae). De wetenschappelijke naam van de soort werd, als Araneus vatius, in 1758 gepubliceerd door Carl Alexander Clerck.

## Kenmerken
Kameleonspinnen hebben, zoals de meeste krabspinnen, een relatief klein kopborststuk en een groot, haast bolvormig achterlijf. Ze hebben twee paar zijwaarts uitgestrekte voorpoten die ze gebruiken om, als een krab, zijwaarts voort te bewegen.
De vrouwtjes kunnen 10 millimeter lang worden, terwijl de mannetjes niet langer dan 5 millimeter worden. Jonge mannetjes kunnen vroeg in de zomer vrij klein en moeilijk te ontdekken zijn. Kameleonspinnen zijn geel of wit, afhankelijk van de kleur van de bloem waarin ze zich ophouden. Dankzij deze camouflage kunnen ze hun prooien verrassen.

## Leefwijze
Kameleonspinnen maken geen web, maar verschuilen zich in bloemen, waar ze bezoekende insecten bij verrassing grijpen en leegzuigen. De leeggezogen prooi blijft soms aan de bloem hangen, wat de aanwezigheid van de spin kan verraden.

## Verspreiding en leefgebied
De spin komt overal op het noordelijk halfrond voor. In Noord-Amerika komt de spin veel voor op guldenroede (Solidago sp.). Deze heeft heldergele bloemen die veel insecten aantrekken, vooral in de herfst.

## Voortplanting
De oudere vrouwtjes hebben grote hoeveelheden naar verhouding grote prooien nodig om goed ontwikkelde eieren af te kunnen zetten. De mannetjes draven van bloem tot bloem op zoek naar de veel grotere vrouwtjes. Vaak missen ze een of twee van hun poten. Dit kan komen door roofdieren, zoals vogels, of door gevechten met andere mannetjes. Als een mannetje een vrouwtje heeft gevonden, klimt hij over haar kopborststuk naar haar achterlijf, waar hij zijn pedipalpen in de geslachtsopening van het vrouwtje steekt om zijn sperma af te zetten. De jonge spinnen zijn in de herfst meestal ongeveer 5 mm lang en brengen de winter op de bodem door. In mei van het volgende jaar vervellen ze voor de laatste keer.

## Kleurverandering
Kameleonspinnen kunnen in kleur variëren tussen wit en geel, vandaar hun naam. De kleurverandering wordt mogelijk veroorzaakt door een vloeibaar geel pigment in de buitenste cellaag van het lichaam. In een witte omgeving wordt het gele pigment naar diepere cellagen verplaatst, zodat de binnenste laag, die gevuld is met het witte guanine, zichtbaar wordt. Als de spin lang in een witte omgeving verblijft, wordt het gele pigment op een bepaald moment afgebroken. Het zal de spin daarna relatief veel tijd kosten om weer geel te kleuren, omdat het pigment dan opnieuw aangemaakt moet worden. De kleurverandering van wit naar geel duurt dan 10 tot 25 dagen, terwijl van geel naar wit maar 6 dagen duurt. De gele pigmenten staan bekend als kynurenine en 3-hydroxykynurenine.

## Afbeeldingen

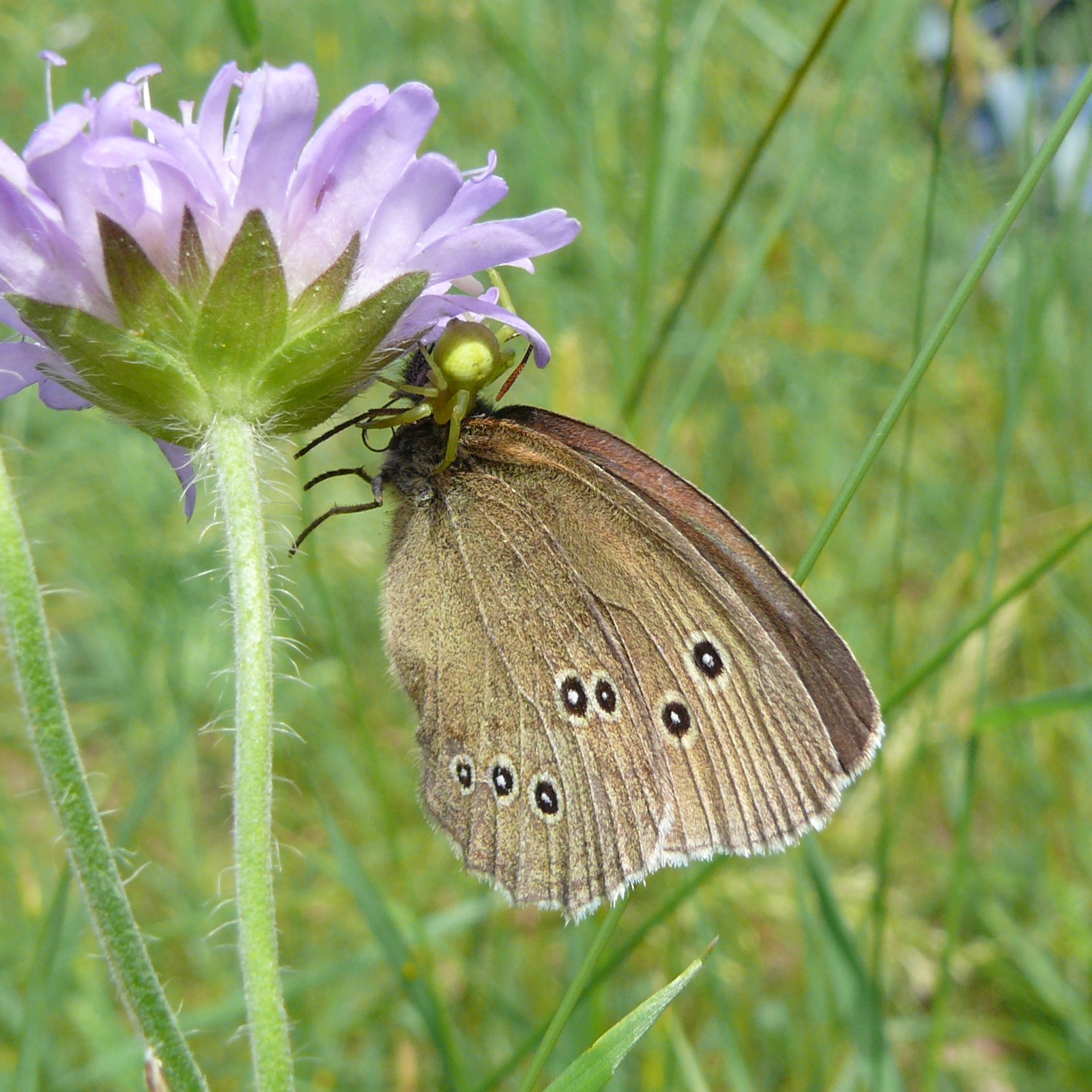
Vrouwtje
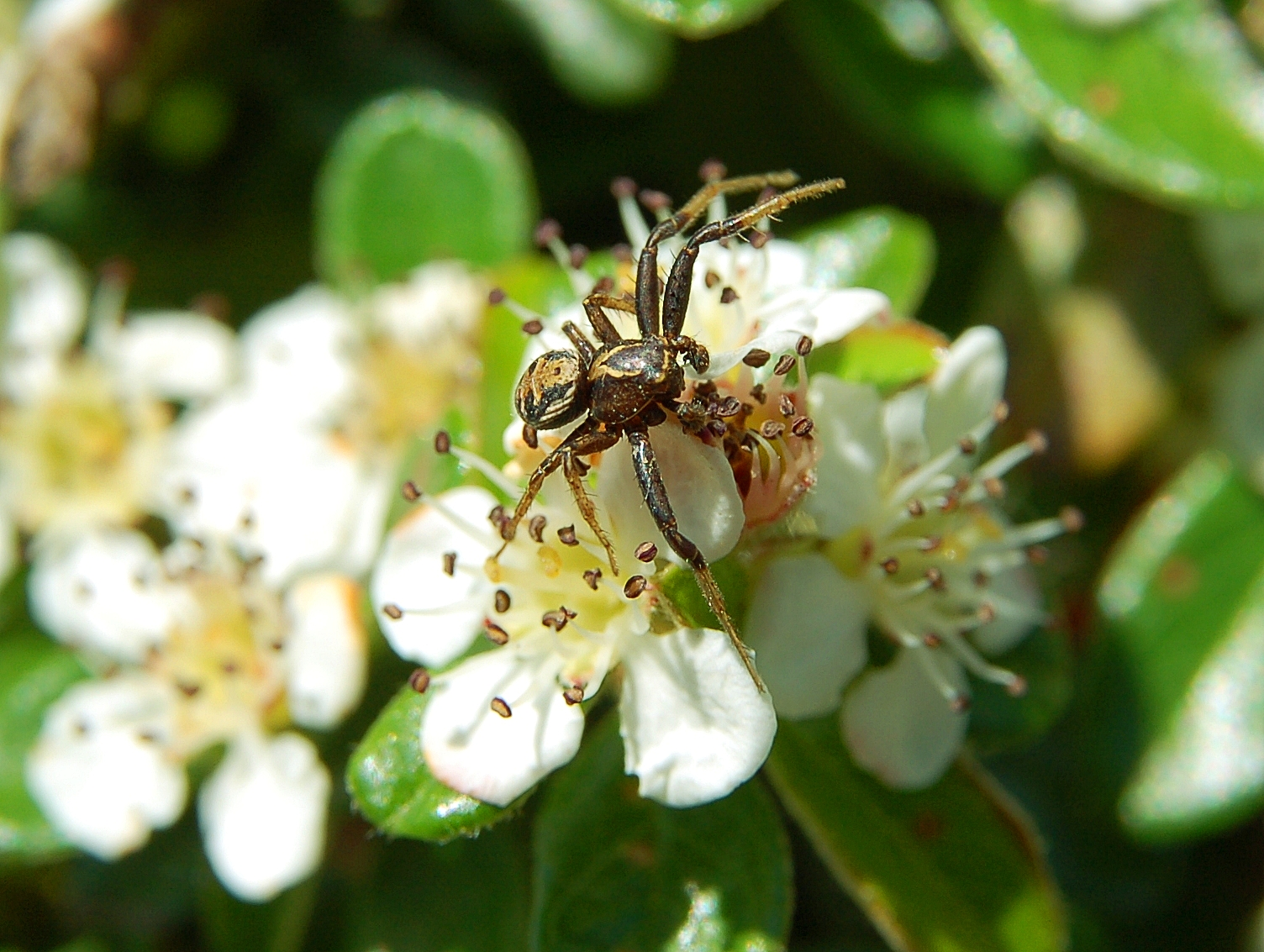
Mannetje
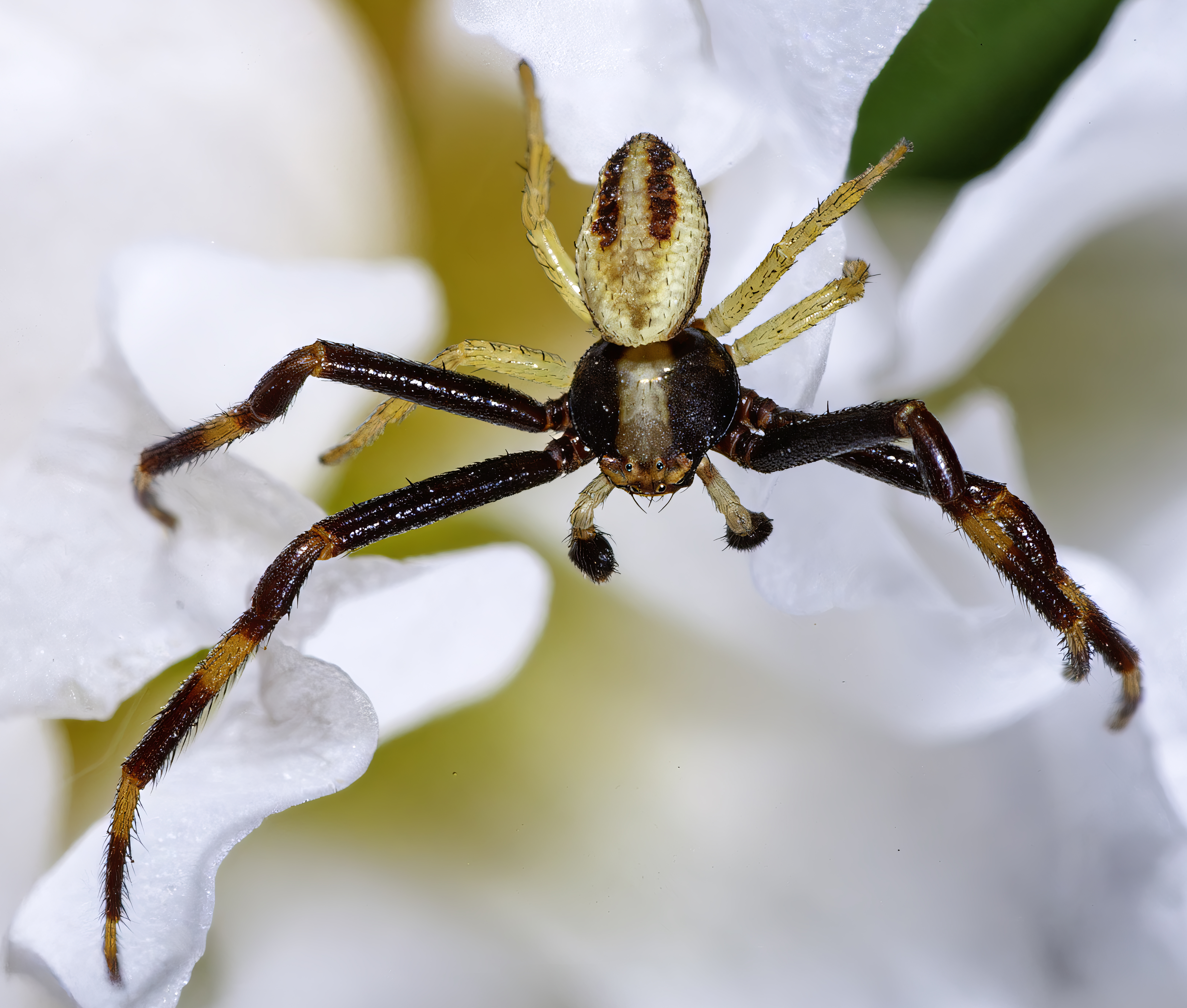
Mannetje
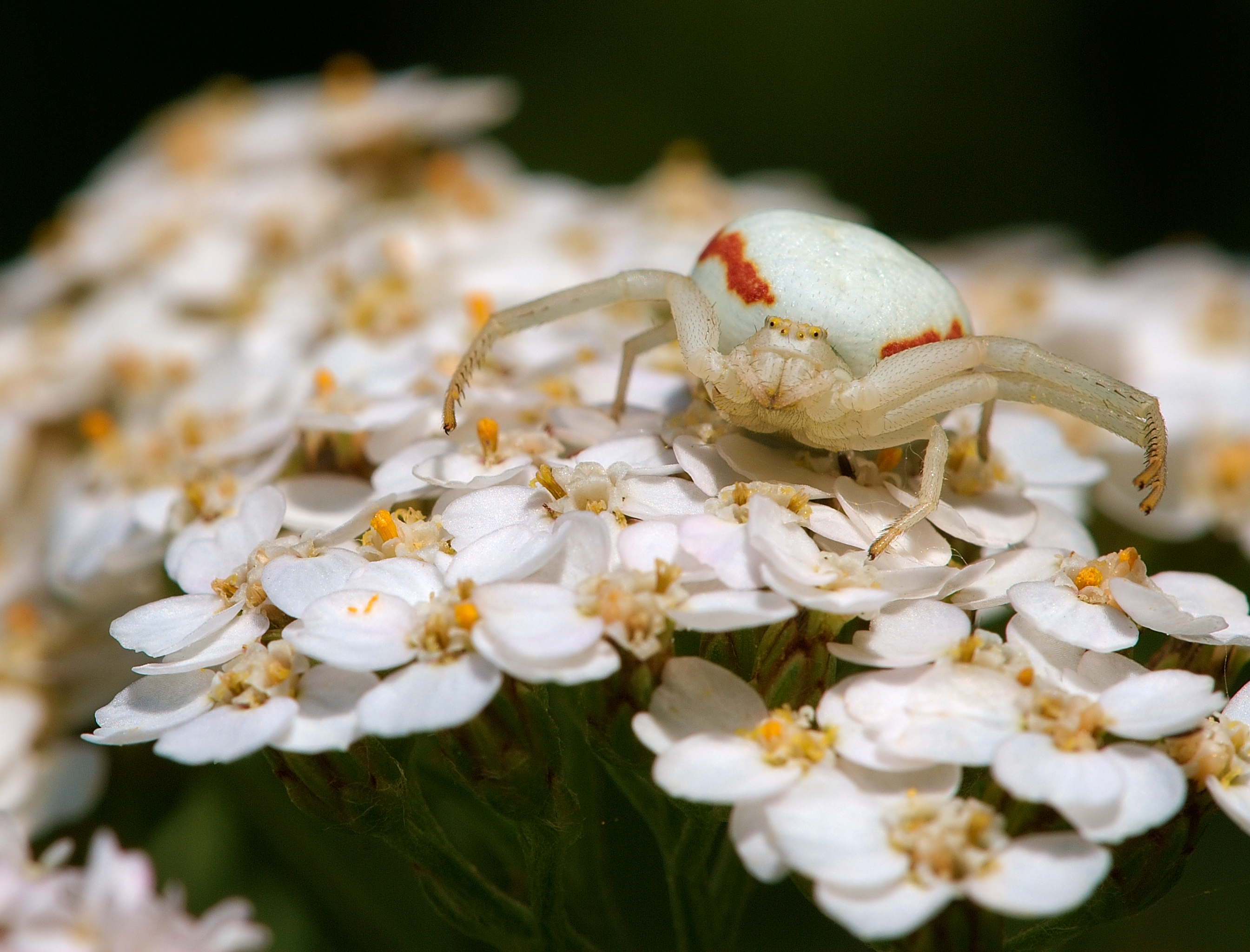
Vrouwtje in witte fase
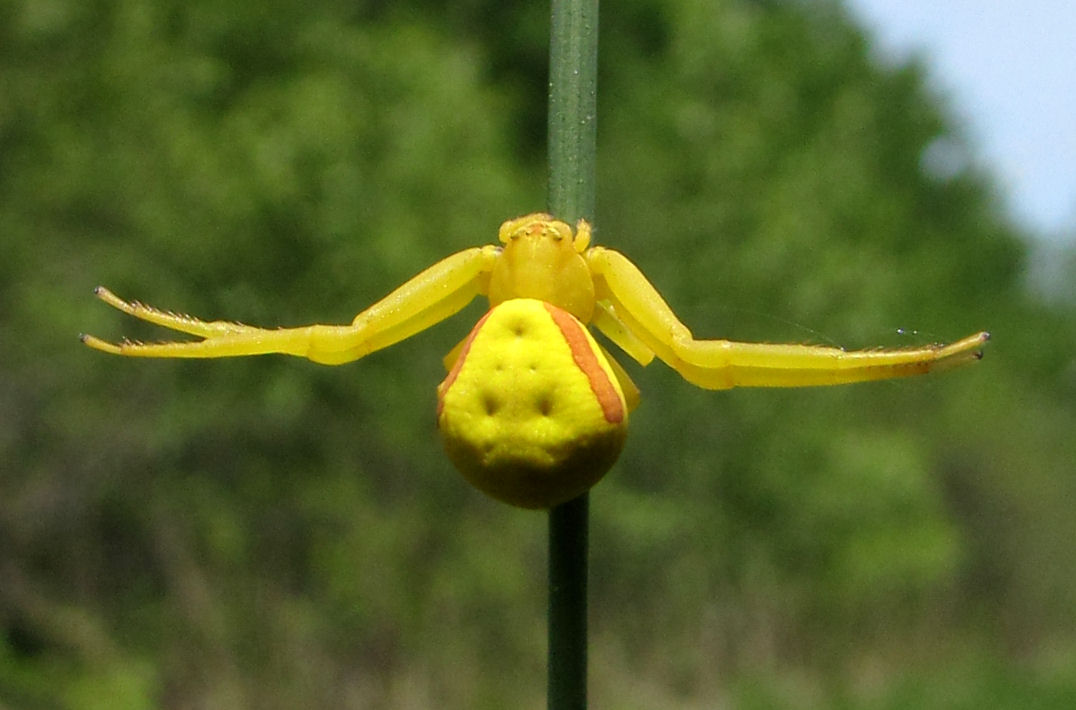
Vrouwtje dat een bloem imiteert
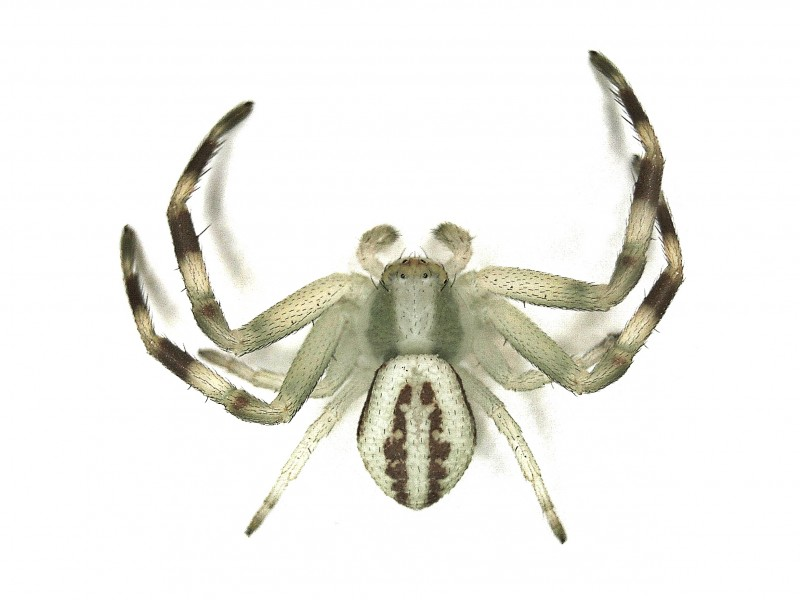
Jongvolwassen mannetje
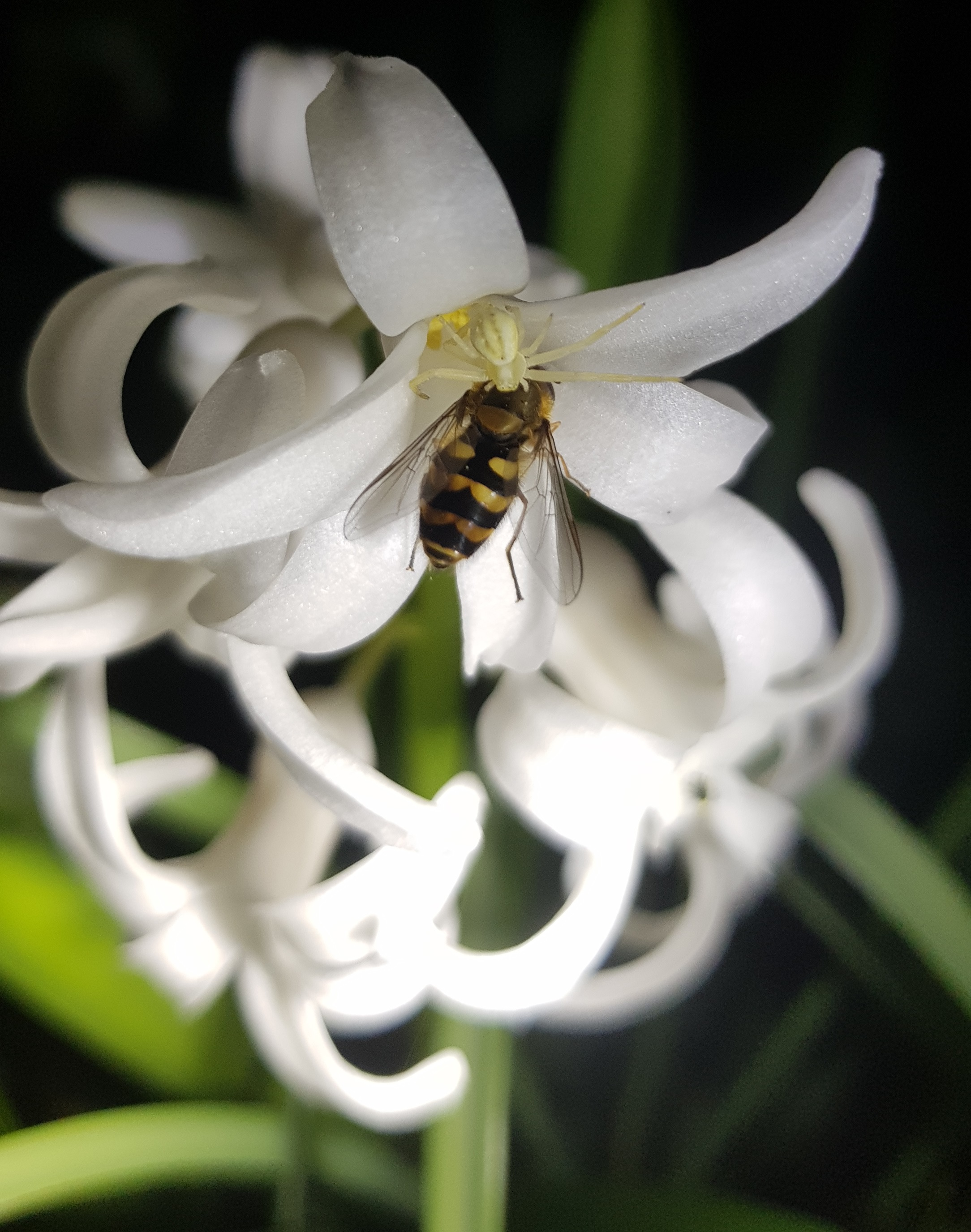
Kameleonspin met zweefvlieg in hyacinth